# キース・ヴァズ
ナイジェル・キース・アンソニー・スタンディッシュ・ヴァズ（英語: Nigel Keith Anthony Standish Vaz、1956年11月26日 - ）は、イギリスの政治家。レスター・イースト選出の国会議員。

## 経歴

### 生い立ち
1956年、イギリスの植民地だったイエメンのアデンに生まれる。1965年に本国のブラッドフォードに移った。
ハマースミスのレイスマー・アッパー・スクールに通い、ケンブリッジ大学のゴンヴィル・アンド・キーズ・カレッジでBAおよびMAを取得した。この時はファーストネームのナイジェルを名乗っていた。

### ビデオゲーム
暴力的な内容が含まれるコンピュータゲームの反対運動のキャンペーンを行っており、率直な意見を主張している。イギリスでR18指定(残酷ゲームであるという視点から)を受けたロックスター・ゲームズ『マンハント』の影響で、イギリスの男子生徒が殺害されたと主張した後、『マンハント』の続編を製作することを禁止するように求めた。
その後、ロックスターから発売された『BULLY』（イギリスではCanis Canem Editのタイトルで発売、R15指定）を下院で2006年10月18日に追及した。
また2006年に日本国内向けに発売されたアダルトゲームタイトルの『レイプレイ』に関して、2009年2月26日にAmazon.comでディーラーズ販売(Amazon.co.jpにおけるマーケットプレイス）されていたこのゲームを自らの不祥事の話題を逸らす為に取り上げAmazon.comでの販売が中止となった。またこの事は、同年5月にアメリカのラディカル・フェミニズム団体「イクオリティ・ナウ」が日本での販売中止を求める抗議活動を起こす契機ともなった。

### スキャンダル
2009年5月、イギリスの議員らが公的資金の私的流用をしていた事が立て続けに発覚した。
イギリス時間2009年5月9日、ヴァズも、政治活動とは関係ない個人的な事柄に多額の公的資金を横領していたことを、『デイリー・テレグラフ』誌が報じた。
なお、横領が発覚する前にも彼に関する不審な噂が立っており、対策として不祥事逸らしおよび人気を取るためにビデオゲーム糾弾を行ったと見られる話も存在する。
また2016年8月に、2人の男性を相手に金銭や麻薬と引き換えに性的サービスを要求したとして、内務委員会の委員長を辞任することになった。